# Шоу Тома и Джерри
Шоу Тома и Джерри (англ. The Tom & Jerry Show, также The New Tom & Jerry Show) — анимационный телесериал 1975 года. Транслировался на телеканале «ABC». Мультфильм был создан компанией Hanna-Barbera, при поддержке Metro-Goldwyn-Mayer.

## Сюжет
Главные герои мультипликационного сериала — вечные соперники, кот Том и мышонок Джерри. Каждый день кот гоняется за мышонком, не оставляя надежды поймать его. Но сообразительный Джерри всегда готов дать отпор Тому, да ещё и отомстить. При этом герои сериала «Шоу Тома и Джерри» не испытывают друг к другу неприязни, они готовы объединяться перед лицом серьёзной опасности. Сериал может быть рекомендован для детского и семейного просмотра.

## Список серий
| #  | Дата выхода           | Название                    |
| -- | --------------------- | --------------------------- |
| 1  | 6 сентября 1975 года  | No Way, Stowaways           |
| 1  | 6 сентября 1975 года  | The Ski Bunny               |
| 1  | 6 сентября 1975 года  | Stay Awake or Else…         |
| 2  | 13 сентября 1975 года | No Bones About It           |
| 2  | 13 сентября 1975 года | An Ill Wind                 |
| 2  | 13 сентября 1975 года | Beach Bully                 |
| 3  | 20 сентября 1975 года | Mammmoth Manhunt            |
| 3  | 20 сентября 1975 года | The Wacky World of Sports   |
| 3  | 20 сентября 1975 года | Robin Ho Ho                 |
| 4  | 27 сентября 1975 года | Safe But Not Sorry          |
| 4  | 27 сентября 1975 года | Gopher Broke                |
| 4  | 27 сентября 1975 года | The Super Bowler            |
| 5  | 4 октября 1975 года   | Tricky McTrout              |
| 5  | 4 октября 1975 года   | The Tennis Menace           |
| 5  | 4 октября 1975 года   | Cosmic Cat and Meteor Mouse |
| 6  | 11 октября 1975 года  | Castle Wiz                  |
| 6  | 11 октября 1975 года  | Grim and Bear It            |
| 6  | 11 октября 1975 года  | The Flying Sorceress        |
| 7  | 18 октября 1975 года  | The Kitten Sitters          |
| 7  | 18 октября 1975 года  | Termites Plus Two           |
| 7  | 18 октября 1975 года  | Planet Pest                 |
| 8  | 25 октября 1975 года  | The Hypochondriac Lion      |
| 8  | 25 октября 1975 года  | Give 'Em the Air            |
| 8  | 25 октября 1975 года  | The Egg and Tom and Jerry   |
| 9  | 1 ноября 1975 года    | Watch Out, Watch Dog        |
| 9  | 1 ноября 1975 года    | The Super Cyclists          |
| 9  | 1 ноября 1975 года    | The Police Kitten           |
| 10 | 8 ноября 1975 года    | The Outfoxed Fox            |
| 10 | 8 ноября 1975 года    | Towering Fiasco             |
| 10 | 8 ноября 1975 года    | The Lost Duckling           |
| 11 | 15 ноября 1975 года   | Beanstalk Buddies           |
| 11 | 15 ноября 1975 года   | Two Stars are Born          |
| 11 | 15 ноября 1975 года   | Son of Gopher Broke         |
| 12 | 22 ноября 1975 года   | The Sorcerer’s Apprentices  |
| 12 | 22 ноября 1975 года   | Hold That Pose              |
| 12 | 22 ноября 1975 года   | The Supercape Caper         |
| 13 | 27 ноября 1975 года   | Chickenrella                |
| 13 | 27 ноября 1975 года   | Double Trouble Crow         |
| 13 | 27 ноября 1975 года   | Jerry’s Nephew              |
| 14 | 29 ноября 1975 года   | See Dr. Jackal and Hide!    |
| 14 | 29 ноября 1975 года   | Planet of the Dogs          |
| 14 | 29 ноября 1975 года   | The Campout Cutup           |
| 15 | 6 декабря 1975 года   | Triple Trouble              |
| 15 | 6 декабря 1975 года   | The Bull Fighters           |
| 15 | 6 декабря 1975 года   | Cruise Kitty                |
| 16 | 13 декабря 1975 года  | It’s No Picnic              |
| 16 | 13 декабря 1975 года  | Big Feet                    |
| 16 | 13 декабря 1975 года  | The Great Motorboat Race    |

## Критика
Ответвления первоисточника и отдельные кинофильмы, созданные Hanna-Barbera и Filmation, получили менее восторженные отзывы. В основном критика шла в сторону проектов, таких, как «Шоу Тома и Джерри» и «Том и Джерри. Комедийное шоу», где в качестве недостатков отмечали слабый сюжет данных эпизодов. Журналист Том Валланс, создавая статью про Джозефа Барберу, отметил, что, кроме историй, недостатков у мультфильмов Hanna-Barbera было много, например, аниматоры часто использовали ограниченную анимацию, чтобы снизить затраты на производство. Однако при жизни сам Барбера ещё говорил, что без данной техники многие их проекты не были показаны по телевидению по причине больших расходов, и пришлось, по его словам, искать новую работу.